# 百瀬和夫
百瀬 和夫（ももせ かずお、1930年3月2日 - 1992年12月20日）は、日本の医学者。東邦大学医学部教授。医学博士。

## 来歴・人物
1930年（昭和5年）長野県生まれ。
1946年（昭和21年）旧制松本第二中学19回（現長野県松本県ヶ丘高等学校）卒業
。
旧制松本高等学校を経て、
1954年（昭和29年）東京大学医学部医学研究科を卒業。
1960年（昭和35年）博士論文「卵管分泌現象に関する研究」で東京大学より医学博士授与
。
東京大学医学部助手、助教授を務めたのち、1982年（昭和57年）より東邦大学医学部教授（第1産科婦人科学教室）を務めた
。
死者の出産！死人が生まれる？
医学者の竹内一夫氏は「脳死出産、産婦人科の世界」の中で、脳死出産の実態について分析しているが、その中で百瀬和夫、前田光士両教授の「妊婦の脳死をめぐる諸問題、医学の歩み」（東邦大学医学部産婦人科教室）を取り上げ、「ここで我々は、死後（心停止後）の出産例の報告が散見されることにも注目しなければならない。（中略）もともと胎児は低酸素状態に対する抵抗力があるため、死後の出産にも耐えられる可能性があるものと思われる。しかし、厳密に考えれば、母親の死亡時間と胎児の出生時間との間には、少なくとも法律的には時間的な隔たりが存在することになる。このような空白時間を法律的にはいかに処理したらよいのであろうか。ただ死後出産の事実は『死者が子供を生むであろうか？』というような議論に対しては、明快な回答になるであろう」としている。
百瀬和夫、前田光士(現在、鎌倉市医師会立産科診療所 ティアラかまくら所長)両教授の「妊婦の脳死をめぐる諸問題、医学の歩み」（東邦大学医学部産婦人科教室）では、1973年以後の世界の文献からまとめた数値として、母体死亡後の帝王切開術により171例が生産（うち退院時健康75例）、死産が75例。母体死亡から30分～45分の長時間経過後にも3例の生産（妊娠9ヶ月1例、10ヶ月2例、3例とも退院時健康）が報告されている。

## 著書・共編著
- 『最新 婦人科の病気―女性の心と体の悩みと不安を解消する最新情報と対策のすべて (女性の医学シリーズ)』 百瀬 和夫、林田 和郎 1992/7